# カルモー
カルモー （Carmaux）は、フランス、オクシタニー地域圏、タルヌ県のコミューン。
カルモーはかつて盛んだった産業活動、ガラス製造と石炭採掘のために知られている。

## 地理
町をセルー川が流れている。カルモーは、セガーラ、ケルシー、ルエルグ、ラングドックという異なる地方の境界線上にある。町は大規模な石炭の炭田の上に建設されている。
カルモーはアルビの北17km、トゥールーズとは76km、ロデーズとは47km離れている。
カルモーはトゥールーズ、アルビ、ロデーズ、リヨンをつなぐ軸の上にある。県道2088号線、かつての国道88号線が通る。後者はカルモーからおよそ4kmのところを通る。カルモーには鉄道駅があり、TERミディ＝ピレネーのトゥールーズ-ロデーズ線が通る。カルモー駅はこの路線の終着である。

## 由来
カルモーという地名は、ガリア語の人名CarmantiusまたはCaramantiusに由来するというが、なんの裏付けもない。村は13世紀にCaramonsまたはCarmoulxと呼ばれ、16世紀から19世紀まで一時的にCramauxとなった。Cramauxは『燃やす』を意味するcremarからの派生ではない。

## 歴史

### 近代
12世紀以降に成立したカルモー領は、カステルノー・ド・ボヌファス（現在のカステルノー＝ド＝レヴィ）の城代が引き継いでいた。カルモー城はモネスティエ男爵領の軍事要塞であった。モネスティエ男爵はアルビ司教に臣従していた。当時、石炭はまだ主要な資源ではなかった。特産品はセルー河岸で収穫されるアマを原料として織られた織物で、それはlous cambousと呼ばれた。
カルモーの領主権はデルピュエッシュ家に属し、カニャック領主はセルー河岸で石炭採掘を始めていた。16世紀初頭、支配権は1696年までカニャック領主だったセバスティアン・デルピュエッシュに戻った。
顧問であり、1674年からトゥールーズ高等法院の長であったジャン・バティスト・ド・シロンはカルモーの領地を買った。既に1550年、彼の祖父ジャン・ド・シロンはCaramoulxの町の商人であり、いくつかの石炭の坑道を扱っていた。ジャン・バティストの子であるジャン・バティスト2世はその功績から貴族の列に加えられ、カルモー侯爵の殿様（seigneur-marquis de Carmaux）と呼ばれた。彼の娘は1724年に軍人のフランソワ・ポール・ド・ソラージュと結婚し、持参金としてソラージュ家に実家の領地の一部をもたらし、彼の一族は足りない土地を購入した。カルモーの土地は当時25万リーブルの価格であったと推測される。フランソワ・ポールの子アントワーヌは、ソラージュ家でカルモー侯爵の儀礼称号を名乗った最後の人物であった。
15世紀以来、現在のタルヌ県は、グレシニェの森やノワール山地におけるガラス工芸を通じ、長くガラス製造の伝統を謳歌していた。グレシニェの森がガラス製造者に最大に利用され、ルイ・ド・フロワドゥール・ド・セリジーが森を訪問中、ジャン＝バティスト・コルベールは1669年8月に森林法を起草し、ガラス製造のための木材使用を制限している。
アントワーヌの末弟ガブリエルは事業の重要性を高め、カルモーでとれる石炭を利用して、輸送の困難も回避した。ここで、地元でとれる石炭の大半が消費された。

### 19世紀

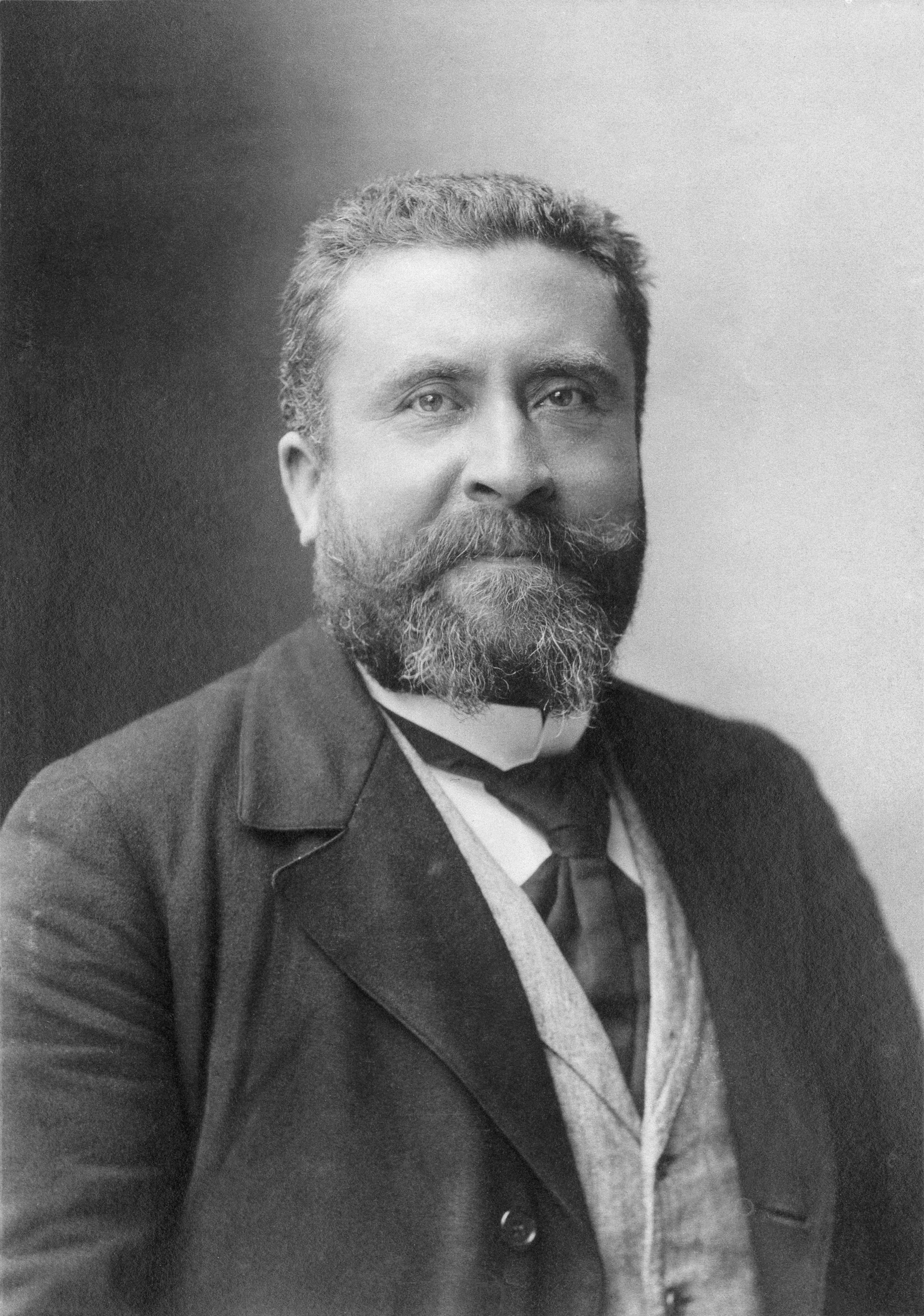
ジャン・ジョレス

黒色のガラス瓶を製造するため、彼はグレシニェとシャンプノワの、高い技術力をもつガラス製造者たちを呼び集めた。ガラス製造においては1882年に800人もの労働者たちが働いていた。彼らはより高い賃金の恩恵を受けて、労働者階級の中でも特権階級を形成していた。フランス革命後、ガブリエルは石炭採掘を独占して保持し、1800年に200人が働いていた。
1873年、カルモー鉱業会社（SMC）が炭鉱の所有者になった。石炭採掘の需要が高まり、炭鉱労働者の数が急激に増加した。1880年に2000人だったのが、1900年にはほぼ3500人を数えた。
1892年、カルモー炭鉱の大ストライキがジャン・バティスト・カルヴィニャックの解雇によって勃発した。カルヴィニャックは賃金労働者で、1892年5月からカルモー市長を務めていた。鉱山労働者たちは、タルヌ県選出国会議員ジャン・ジョレスによってサポートされていた。ジョレスは無所属の社会主義者候補として立候補し1893年に当選していた。

### ガラス工芸

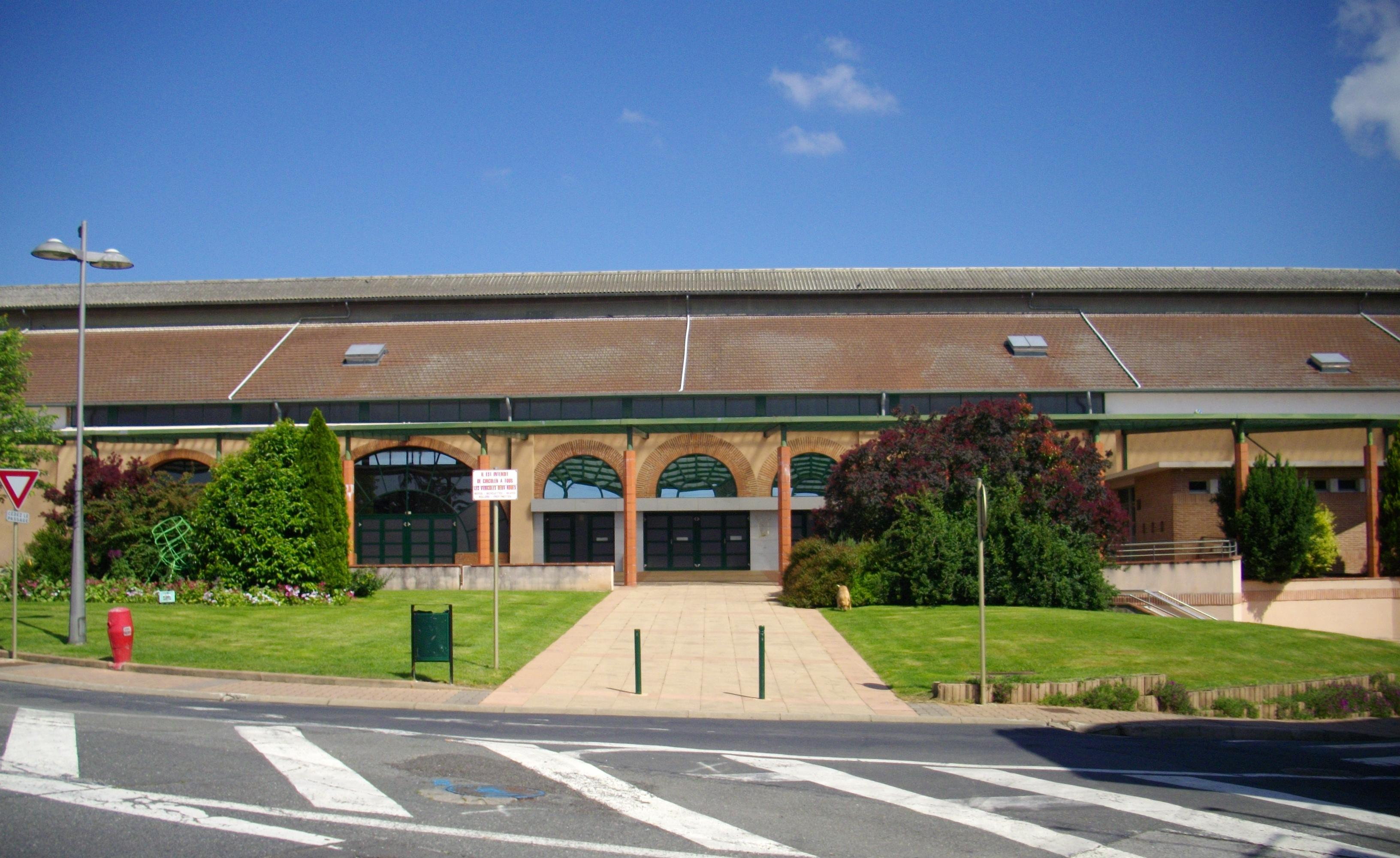
旧サント・クロティルド工場

カルモーにおいて初めてガラス工芸が行われたのは、ブレ・レ・ミーヌにガブリエル・ド・ソラージュが持つドメーヌにおいてで、1754年5月2日のことである。彼らは王家の諮問委員会の判断を受けて行った。ガラス工芸では火を必要とするためカルモーの石炭を消費した。1850年代までは、生産量は年間500万本を超えず、会社は百人の従業員を雇用していた。1856年、ガラス工芸工場はウジェーヌ・レセギエ（トゥールーズの裕福なガラス瓶商人）に貸し出された。彼は1862年にサント・クロティルド・ガラス工場を建設した。そこは、1857年からアルビと、1864年からトゥールーズとカルモーの区間をつなぐ新しい鉄道駅に近接していた。レセギエが後押しをして、産業は成長した。サント・クロティルド工場では1880年に300人の従業員がいた。様々な機械化プロセス、そして5機の新しいシーメンス製高炉の購入後、1887年には800人の従業員を抱えた。一日の生産量はボトル3万本に達した。ブドウを襲ったフィロキセラ流行と（19世紀フランスのフィロキセラ禍）、機械化が事業とガラス工芸に従事する労働者の賃金に影響を与えた。労働者は1890年にガラス工芸労働組合会議所を結成した。
前述のように、1892年7月、サント・クロティルド工場の賃金労働者ジャン・バティスト・カルヴィニャックは、彼の労働組合活動に関連する不在を理由に解雇された。カルヴィニャックを支援しようと、他の労働者たちは約4か月間ゼネストを続けた。妥協しないレセギエはロックアウトを課した。ジャン・ジョレスが労働者側を支援したにもかかわらず、レセギエが県当局の支援を受けて勝利した。フランス全土から労働者を人事募集し、雇用したうえで工場を再稼働したのである。ストライキを行っていた工場の元労働者たちは、ジャン・ジョレスと寄付者に支援を受け、1896年にアルビに完全な自己管理型のガラス工場を創設した。同じころ、サント・クロティルド工場は1931年まで稼働した。サント・クロティルドでの製造過程は、さらに人手のかかる余地が少なくなった。ガラスに空気を送り込む送風が機械化されたためである。

### 戦後
プロヴァンスに連合国軍が上陸した翌日である1944年8月16日、『カルモーの戦い』が引き起こされた。ドイツの守備隊は降伏し、カルモーは解放された。戦いの2日間は第二次世界大戦の中でもまれなものだった。2000人のマキ構成員たちが蜂起し、2500人のドイツ兵を撃退したのである。これでロデーズとアルビの解放が可能になった。自力で解放を勝ち取った南西フランス最初の町として、カルモーにはクロワ・ド・ゲール勲章が授けられた。
1957年5月、カルモーの鉄道車両センターは、フランス国鉄のX2800シリーズ最初の車両、X2801を受け入れた。鉄道車両センターは1958年に閉鎖され、鉄道車両はトゥールーズに移送されている。
1948年の鉱山労働者大規模ストライキの間、鉱山労働者たちは激しい弾圧に直面した。鉱山労働者は警察に殺害されたり、集落を軍事的に占領されたりしたのである。応酬として、CGT鉱山組合、地下労働者連盟（FNSS）は鉱山保安業務停止を決定した。10月19日、政府は保安担当者の徴発を進め、社会主義者市長のジャン・ヴァルイユによって署名された法令は非常に政治的だと判断した。市長は、支援委員会の1人となることも拒否した。ストライキ終了後、市長は、全ての鉱山労働者がストライキに関連したという事実を念頭に、ストライキ加担刑を宣告された鉱山労働者のため自治体議会が恩赦請願を行うことを許した。
こうしたストライキの間、労働者の連帯は全てを担い、毎日カルモーの何千人もの住民たちに寄付や炊き出しを行った。カルモーの教員たちは84000フランを集めた。鉱山労働者たちはコレーズ県の農民たちから25トンのジャガイモを受け取り、エロー県のワイン製造業者たちから2000リットルのワインを送られた。17世帯の36人の子供たちは、トゥールーズで連帯する人々に温かく迎えられた。その後、冷酷な弾圧で、6人の鉱山労働者の家族はストライキ活動のため失われた賃金を補償するCGTから支援を受けたため、刑務所に収容された。CGTは彼らが食堂で食事がとれるようにといくらかの金を送金していた。彼らのうち2人が釈放されると、2月21日に30人が集まった。そして、事業の再開が有効になった一方で、11月20日には鉱山労働者全体のうち60％が集まった。炭鉱の研究者は、この時にスペイン人鉱山労働者の2/3がまだストライキ中であったことを指摘している。ポーランド人労働者のいくつかのグループはストライキを理由に追い出され、同様にイタリア人労働者も80代の母親をフランスに残したまま追放された。そうした家賃はCGTが負担した。解雇された26人の労働者全員は、CGTから数日から数か月の単位にわたって補償された。一部の労働者たちは降格させられた。

## 人口統計
| 1962年 | 1968年 | 1975年 | 1982年 | 1990年 | 1999年 | 2006年 | 2014年 |
| ------ | ------ | ------ | ------ | ------ | ------ | ------ | ------ |
| 14 565 | 14 755 | 13 208 | 12 113 | 10 957 | 10 231 | 10 273 | 9 542  |

参照元:1962年から1999年までは複数コミューンに住所登録をする者の重複分を除いたもの。それ以降は当該コミューンの人口統計によるもの。1999年までEHESS/Cassini、2006年以降INSEE。

## 経済

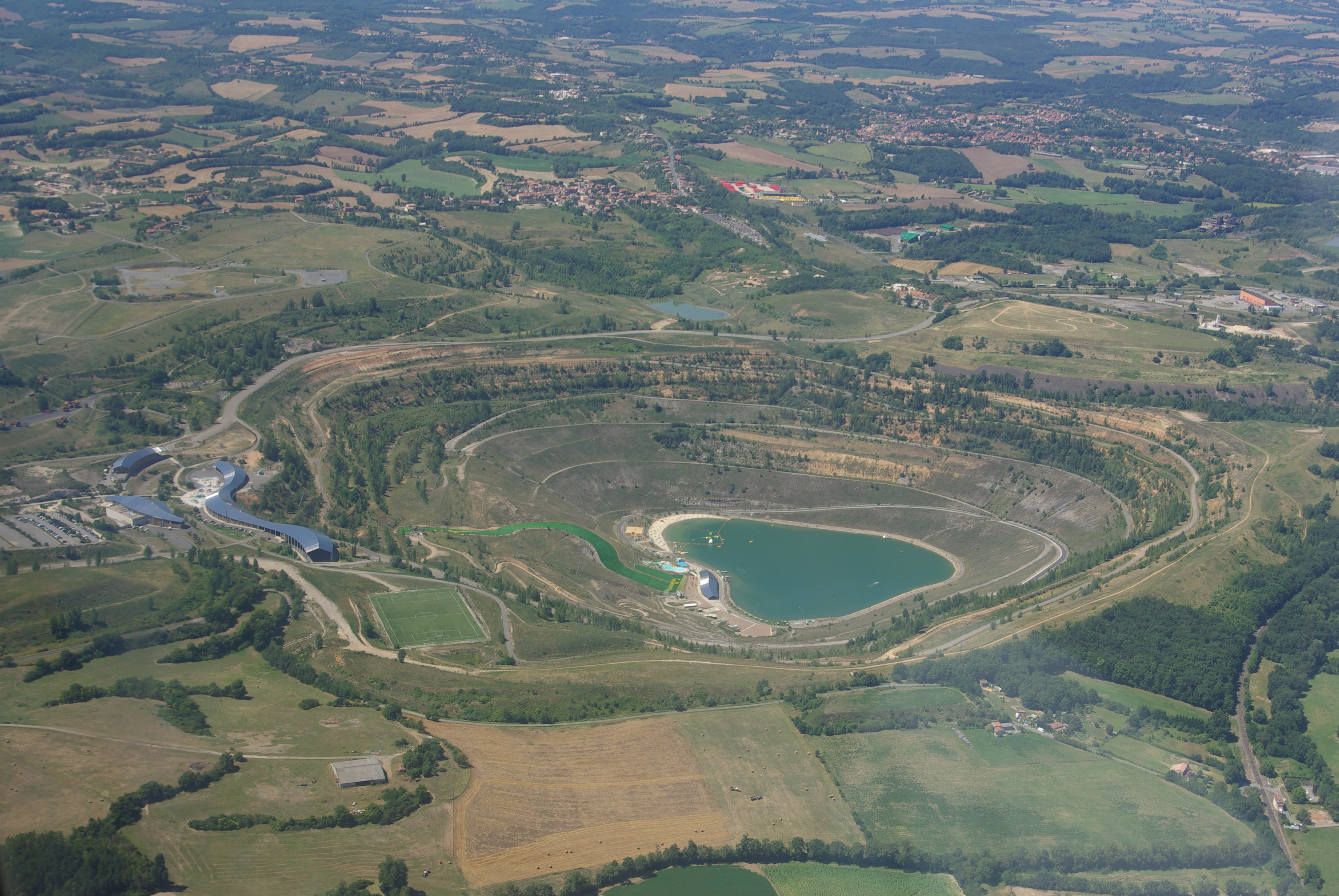
多目的レクリエーションセンター、カップデクヴェルト

多くの工業都市と同じく、1970年代から1990年代後半にかけ、石炭産業の衰退と最終的には稼働停止のため、カルモーは未曽有の経済危機を経験している。2000年代から、困難を伴う経済変換にもかかわらず、新たな経済的なダイナミズムを知ることになった。
露天掘りの行われた土地を転換しようと、地元当局は2003年6月に多目的レクリエーションセンターを開業した。しかし、利用者の頻繁な利用は、事業予測と比較して不十分なものだった。その管理方法は2005年にミディ＝ピレネー地域圏商工会議所によって厳しく批判された。
2002年5月にカルモーで設立されたCCAインターナショナル・カルモーは、700人近くを雇用しており、タルヌ県においてはラボラトワール・ピエール・ファーブルに次いで2番目に大きな民間雇用者である。フランス国内におけるコール・センターの中で最大のものの1つである。
2009年と2010年に2か所の新しい商業エリアがオープンしている。
カルモーの人口統計が新たな経済成長を証明している。1962年以来初めて、2006年の国勢調査においてカルモー市街地は人口増加を遂げた。

## 史跡
- サント・バルブ・クリニック - 1882年から1891年にかけて建設。歴史的記念物
- 石炭発電所 - カルモー石炭会社が建設。歴史的記念物
- ジャン・ジョレス像
- ラ・ヴェレリーのドメーヌ
- オテル・ド・ヴィル - 役場所在地
- サン・プリヴァ小教区教会 - 1865年完成
- サント・セシル教会

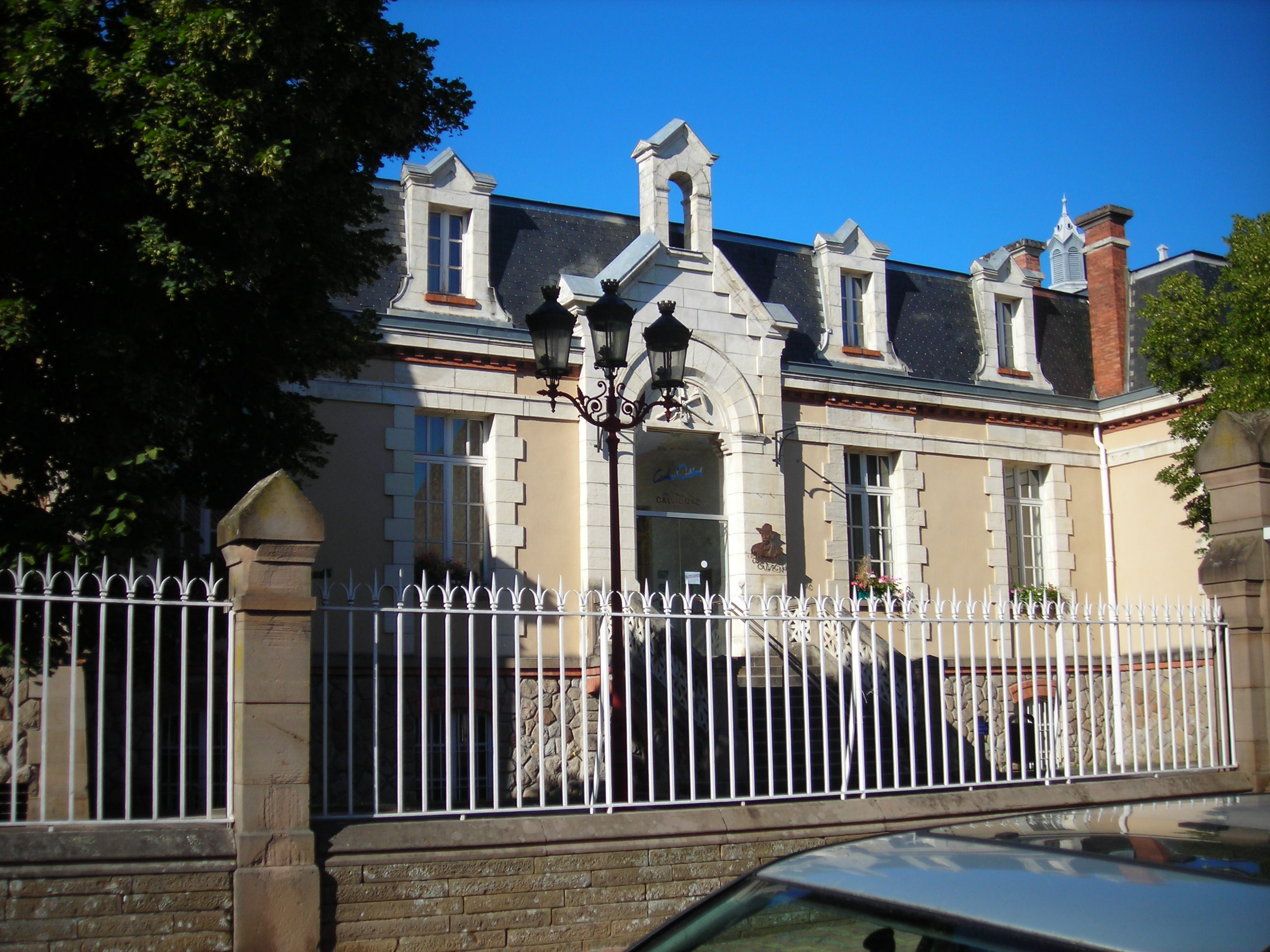
サント・バルブ・クリニック
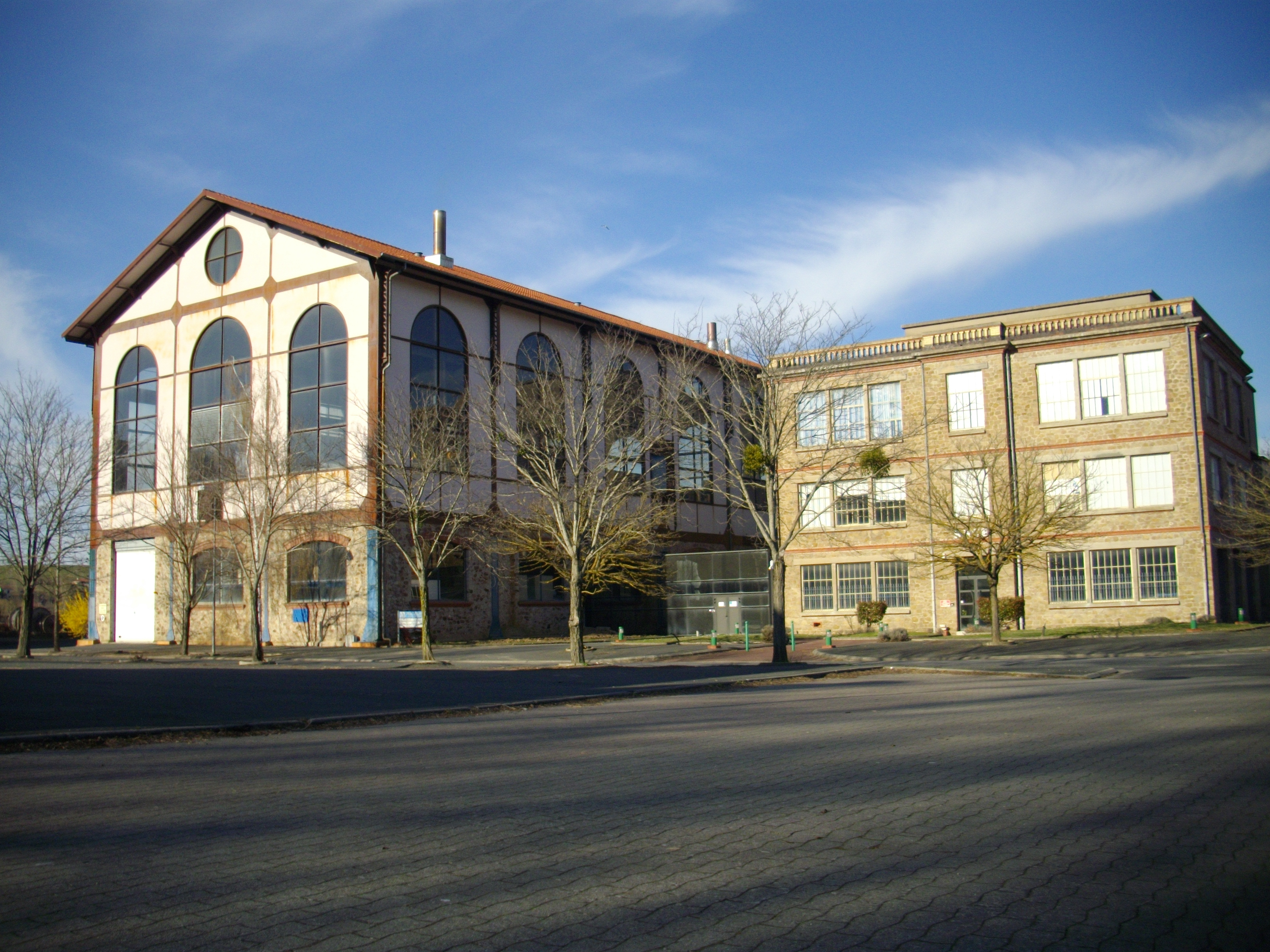
石炭発電所
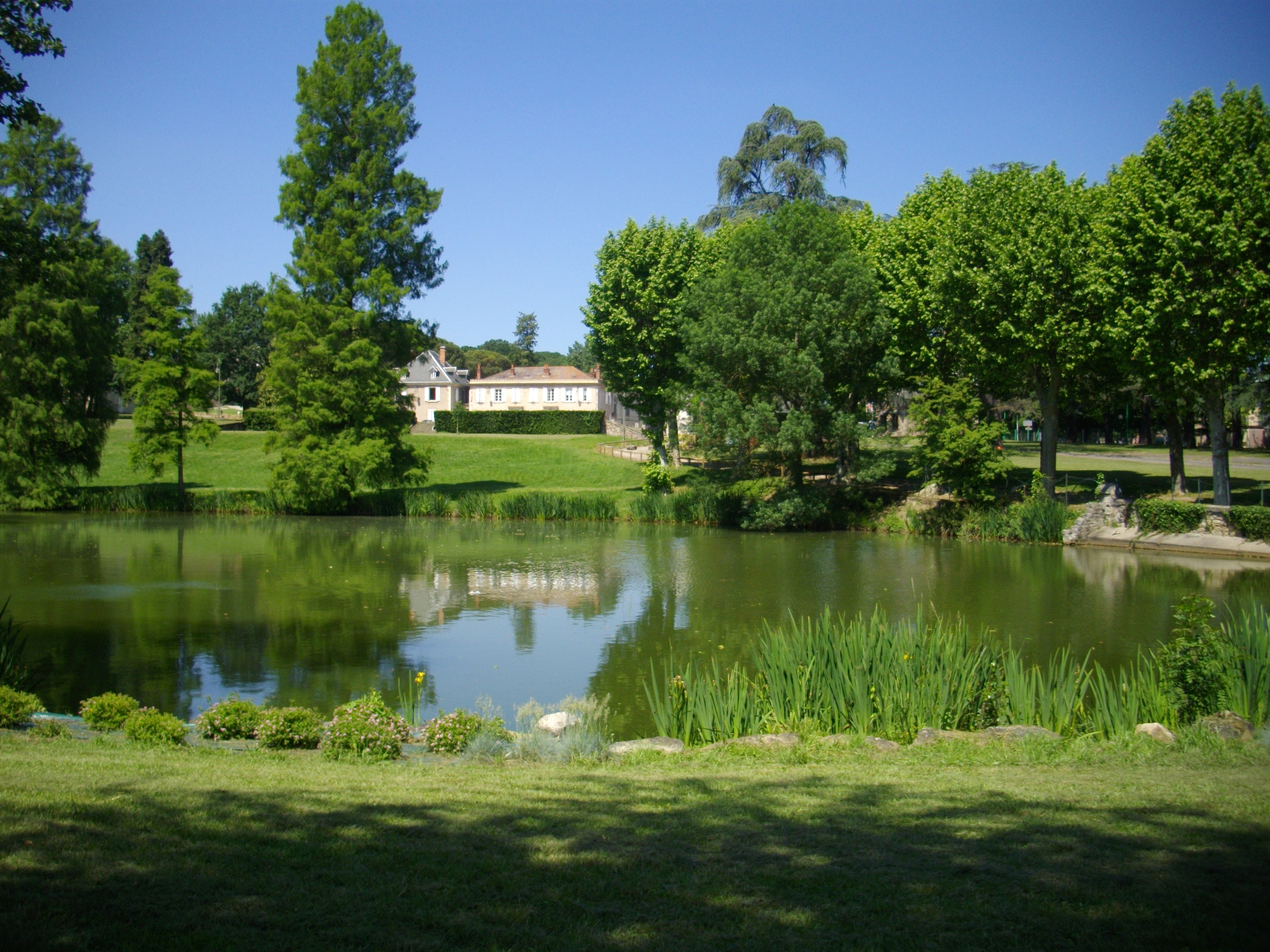
ラ・ヴェレリー
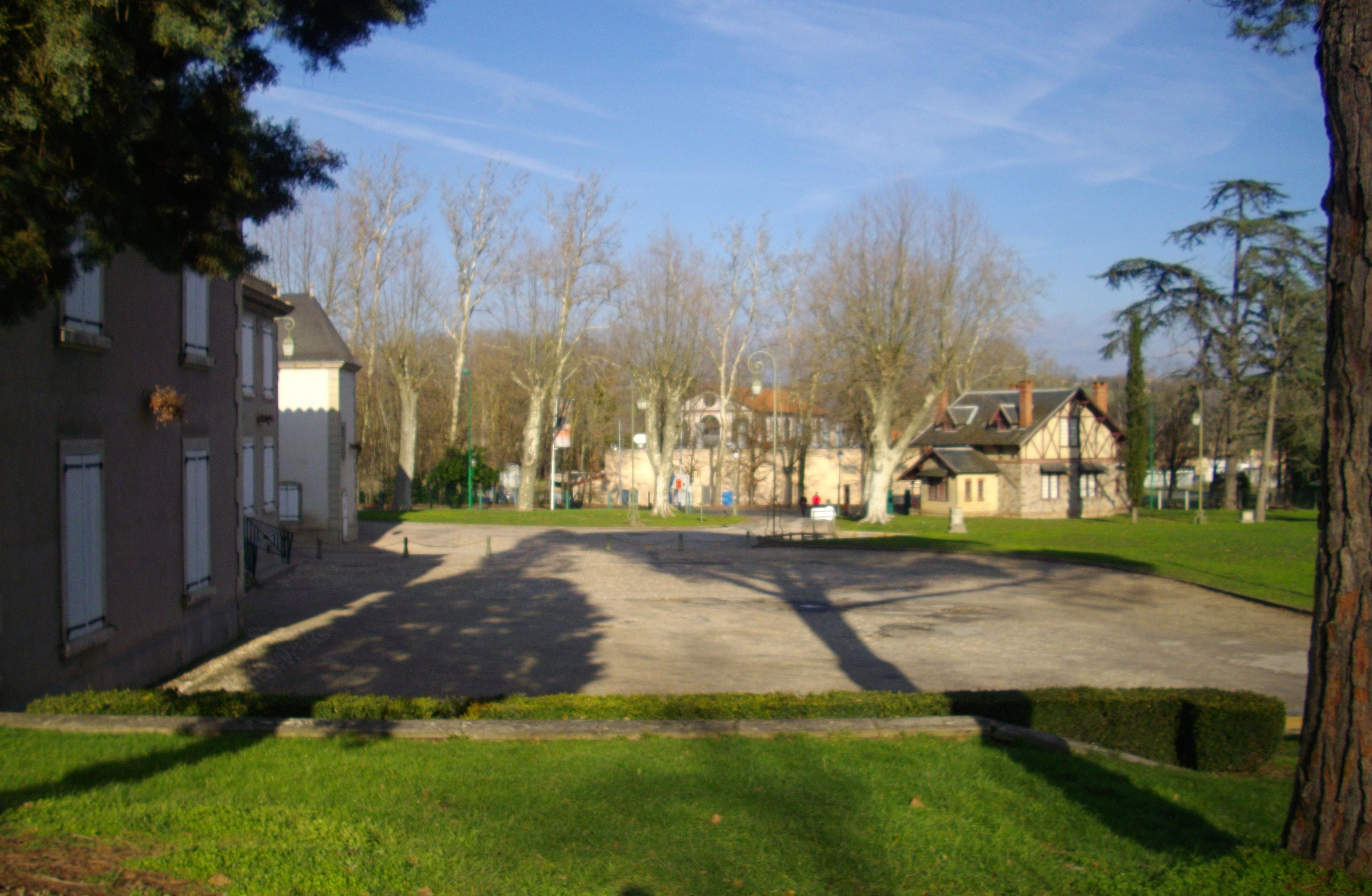
ラ・ヴェレリー
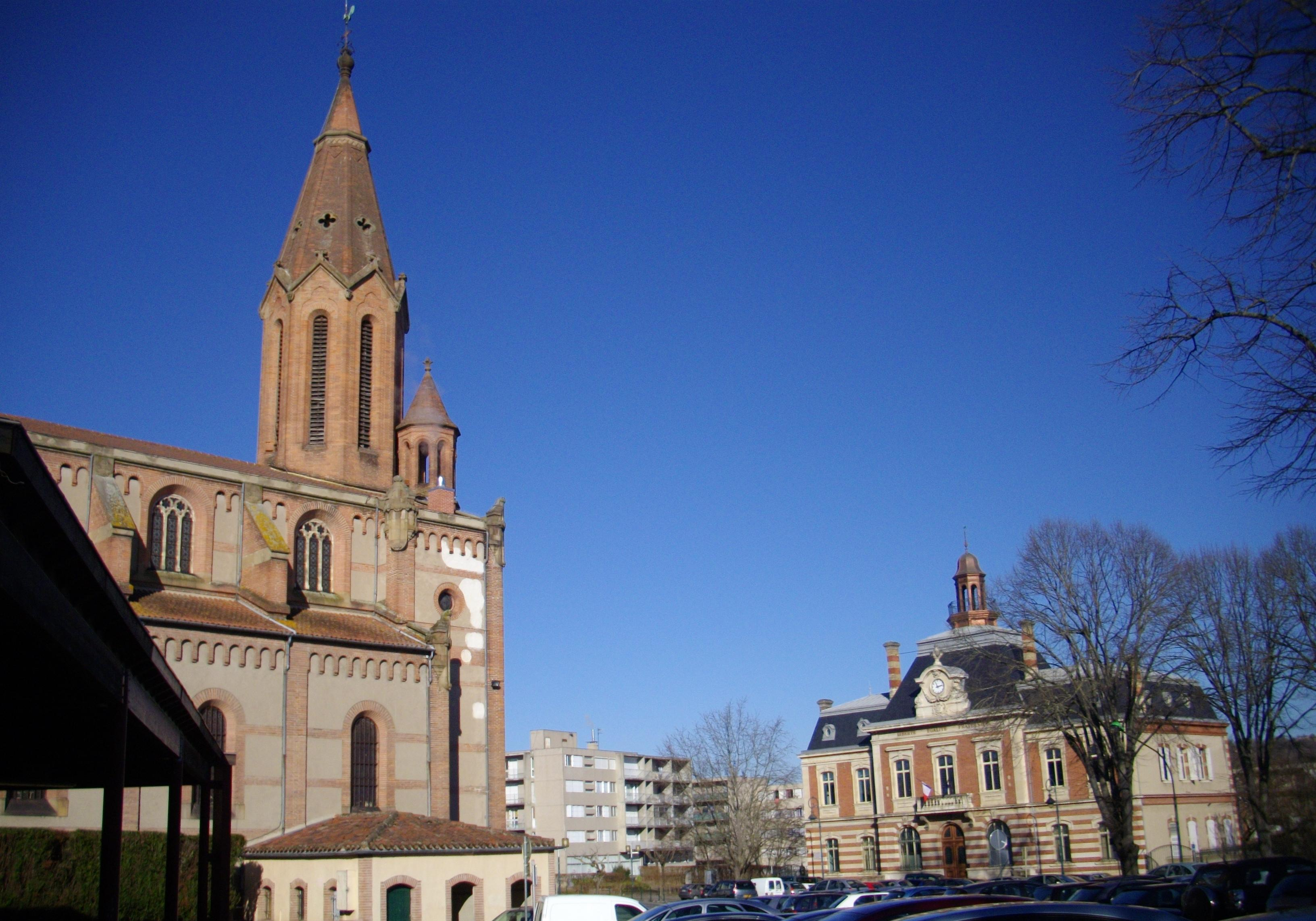
オテル・ド・ヴィル
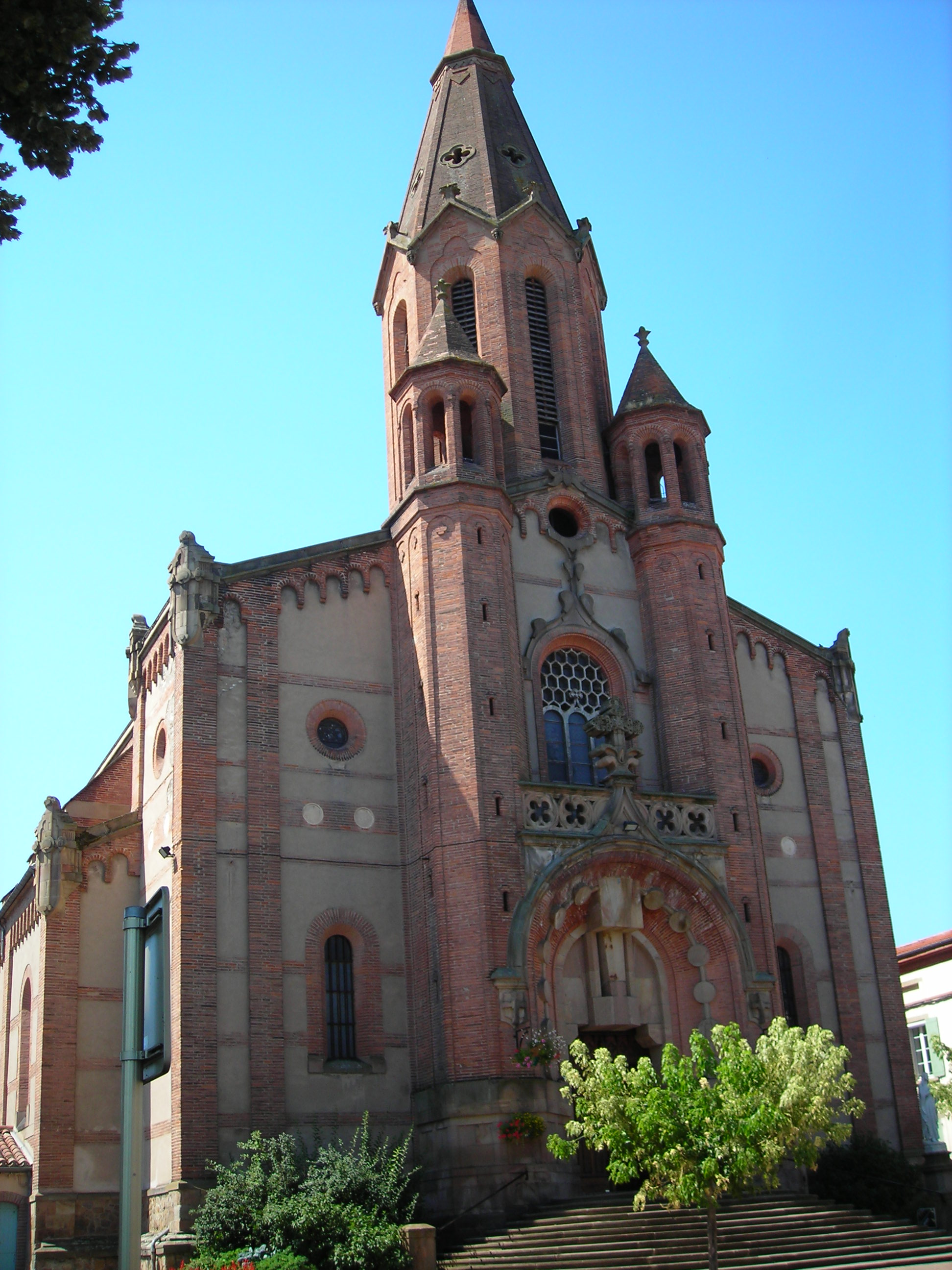
サン・プリヴァ教会
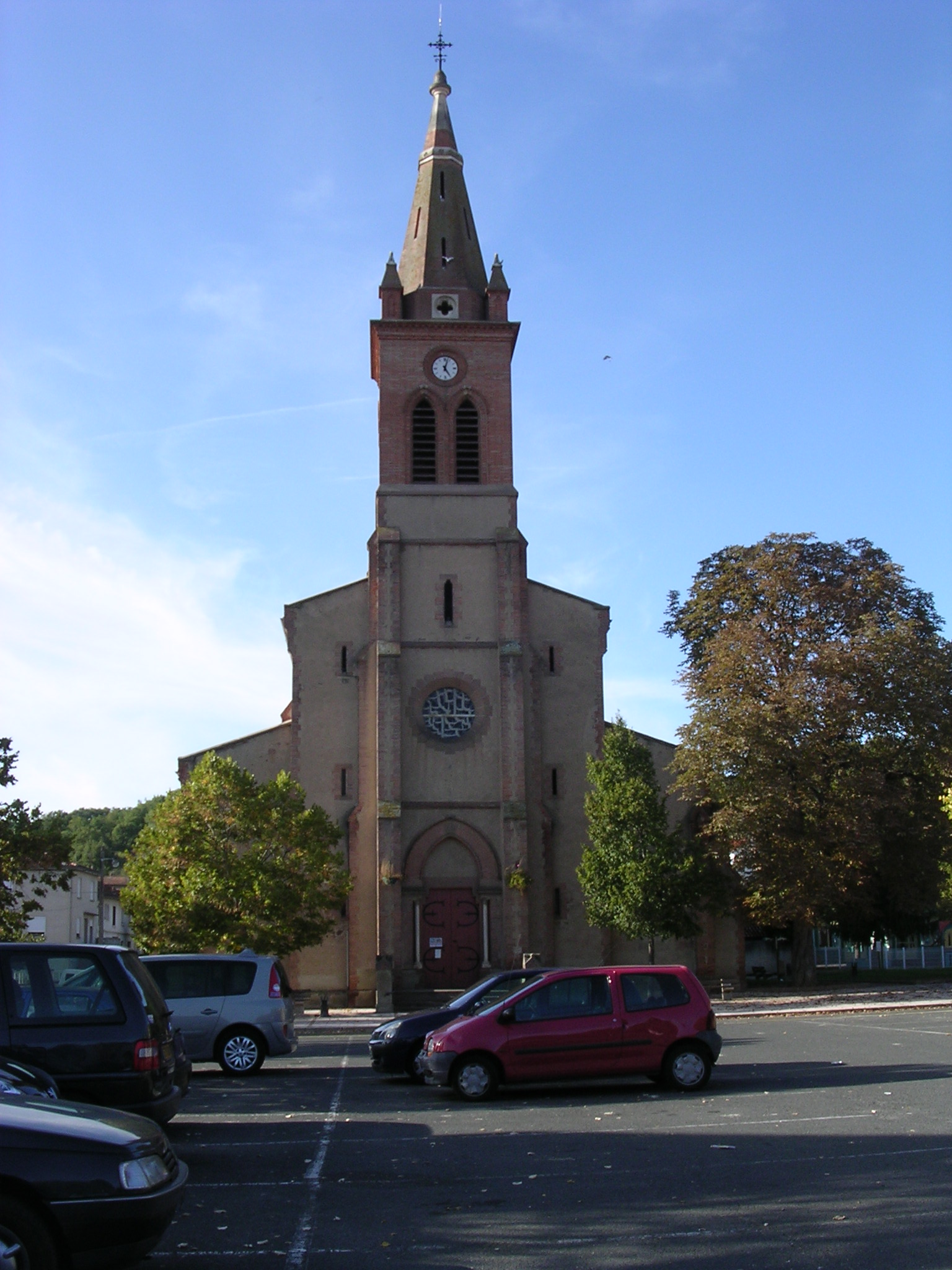
サント・セシル教会

## 姉妹都市
- ネッカーズルム、ドイツ
- ポルカーリ、イタリア